# Peski
Peski (en rus: Пески) és un poble (un possiólok) de l'óblast de Kurgan, a Rússia, que en el cens del 2010 tenia 597 habitants. Pertany al districte de Tselínnoie.